# 奥様きつねの結婚
奥様きつねの結婚（おくさまきつねのけっこん、Die Hochzeit der Frau Füchsin、KHM38）は、グリム童話の一つ。『奥さん狐の結婚式』、『きつねのおくさまの婚礼』などの邦題もある。
「第一の話」と「第二の話」のパートからなり、実質二つの話である。

## あらすじ

### 第一の話
尻尾が9本ある古狐がいた。古狐は、妻が浮気をしていると思い込んで、試してみることにした。古狐が死んだふりをして動かなくなると、妻は自分の部屋にひきこもってしまった。
古狐が死んだと知れ渡ると、後釜に座りたいと望む狐が何人もやってきた。最初の求婚者は、尻尾が1本しかないことを理由に追い返された。尻尾を2本、3本･･･、8本持った狐も追い返された。最後に、死んだ夫と同じく9本の尻尾を持つ狐が現れると、妻は求婚を受け入れた。いざ結婚式を執り行うというその時、死んだはずの夫が動き出し、妻を家から叩き出してしまった。

### 第二の話
古狐（尻尾は1本）が妻を残して死んだ。狼が求婚に来たが、断られる。犬、鹿、ウサギ、熊、ライオンらも断られる。最後に若い狐が来ると、求婚を受け入れ結婚式を挙げた。皆は浮かれ踊った。やめていなければ今でも踊っている。

## 備考
「第一の話」・「第二の話」ともに狐の家には猫の女中がいる。求婚者たちと残された妻の間でメッセージを仲介したのはこの猫である。
ハラルト・ヴァインリヒによると、メールヒェンの結末にあり得ないこと・ナンセンスなことを付け加えて物語を締めくくるのは、物語の非現実性・虚構性を暴露することにより、語り手は現実の人間であることを聞き手に明らかにする機能がある。
当たり前すぎること（踊りをやめていなければ、まだ踊っている）もナンセンスの同類と考えられるが、聞き手を「今」という時制に連れ戻す機能もある。

## その他
ドイツの作家・イラストレーターであるヤーノシュは、『奥さんギツネ』というパロディーを書いている。

### あらすじ
8本のしっぽを持つ古狐が妻を試してみるため、死んだふりをする。しっぽの数が少ない求婚者たちは追い返されるが、最後に9本のしっぽを持った狐が現れると妻は求婚を受け入れた。古狐を外に掃き出すが、生きていることがわかると追い払った。教訓、しっぽが8本程度ならば奥さんを信じないこと。